# Jacundá
Jacundá est une municipalité brésilienne située dans l'État du Pará.